# Záborie
Záborie (hongrois : Zábor) est un village de Slovaquie situé dans la région de Žilina.

## Histoire
La première mention écrite du village date de 1353.

## Démographie

### Évolution de la population
| Année:               | 1994. | 2004.   | 2014.    | 2024.   |
| -------------------- | ----- | ------- | -------- | ------- |
| Nombre de personnes: | 116   | 123     | 156      | 171     |
| Différence:          |       | +6,03 % | +26,82 % | +9,61 % |

| Année:               | 2023. | 2024.   |
| -------------------- | ----- | ------- |
| Nombre de personnes: | 169   | 171     |
| Différence:          |       | +1,18 % |